# Psammoecus t-notatus
Psammoecus t-notatus es una especie de coleóptero de la familia Silvanidae.

## Distribución geográfica
Habita en Australia.